# باتريسيا مارغريت سيلكيرك
باتريسيا سيلكيرك (بالإنجليزية: Patricia Selkirk)‏ حاصلة على وسام أنتاركتيكا الأسترالي (من مواليد 1942) هي عالمة أحياء نباتية أسترالية وعالمة بيئة. ركزت مسيرتها المهنية على النظم البيئية الأرضية في القارة القطبية الجنوبية والمنطقة القريبة من القطب الجنوبي، وهي تُعرف بأنها عالمة أسترالية رائدة مختصة بالقارة القطبية الجنوبية.

## نشأتها ومسيرتها المهنية
ولدت باتريسيا سيلكيرك في نيوكاسل، ودرَست في مدرسة نارابين الثانوية للبنات وكلية المرأة في جامعة سيدني (بكالوريوس العلوم مع مرتبة الشرف، الدكتوراه). تلقّى والدها، ويليام فريزر (بيل) كونيل (حاصل على وسام الإمبراطورية البريطانية برتبة ضابط)، تعليمه في جامعة ملبورن، وجامعة لندن، وجامعة إلينوي. شغل كرسيًا في مجال التعليم في جامعة سيدني لعدة سنوات وركّز على البحث التعليمي والتدريس. درَست والدتها مارغريت لويد بيك في جامعة ملبورن ومعهد تدريب المدرسين المنتسبين، ثم درّست الرياضيات والعلوم في المدارس الثانوية. لدى سيلكيرك شقيقتان أصغر منها، راوين كونيل وهيلين كونيل. وهي متزوجة بعالم الأحياء المختص في القارة القطبية الجنوبية والمؤرخ والمؤلف هربرت دارتنال. لديها ابنتان وأربعة أحفاد.
شغلت سيلكيرك مناصب في كل من جامعتي سيدني وماكواري بما في ذلك التدريس في نظام الجامعة المفتوحة في جامعة ماكواري.
بين عامي 1979 و2005، شاركت سيلكيرك في 18 رحلة ميدانية إلى جزر القارة القطبية الجنوبية والقريبة من القطب الجنوبي مع البعثات القطبية الوطنية الأسترالية والفرنسية والنيوزيلندية بما فيها جزيرة ماكواري وجزيرة هيرد وجزر كيرغولين وجزر ويندميل ووديان ماكموردو الجافة في القارة القطبية الجنوبية.

### الأبحاث والمنشورات
نشرت سيلكيرك، عالمة الأحياء النباتية، أكثر من 80 ورقة بحثية حول مجموعة واسعة من مواضيع القارة القطبية الجنوبية بما في ذلك الجيومورفولوجيا على مستوى المناظر الطبيعية، وتاريخ الغطاء النباتي وعلم الطلع، ودراسات تكاثر النبات وعلم الوراثة، وخاصة في الطحالب. وهي مؤلفة رئيسية مع ر. د. سيبيلت والراحل د. ر. سيلكيرك للكتاب المؤثر جزيرة ماكواري في المنطقة القريبة من القطب الجنوبي: البيئة وعلم الأحياء (1990). كانت أول من أدرك أهمية دراسة تأثير تغير المناخ على الجزر في المنطقة القريبة من القطب الجنوبي. أثبتت سيلكيرك وزملاؤها أن جزيرة ماكواري لم تتجمّد بشكل كبير خلال الذروة الجليدية الأخيرة بسبب ارتفاع الجزيرة المنخفض. حسبوا أيضًا معدلات ارتفاع الجزيرة، وتوصّلوا إلى أن الجزيرة ظهرت لأول مرة فوق المحيط منذ نحو 700 إلى 600 ألف سنة. في القارة القطبية الجنوبية، عملت مع رود سيبيلت، ولعبا دورًا أساسيًا في إدراك أهمية أسِرَّة الطحلب (بقع مورقة من الطحالب تنمو على مستعمرات البطاريق القديمة المهجورة) وإنشاء المنطقة كموقع خاص للفائدة العلمية (إس إس إس آي)، أصبحت الآن المنطقة المحمية بشكل خاص في أنتاركتيكا 135.
وهي أبرز مؤلفي الكتاب الأفضل جزيرة ماكواري في المنطقة القريبة من القطب الجنوبي: البيئة وعلم الأحياء، 1990.
تواصل سيلكيرك أبحاثها مع العديد من زملاء الأبحاث الأستراليين والدوليين، في حين تكتسب مشاريعها في الرصد طويل المدى أهمية متزايدة مع تغير المناخ الحالي. عملت سيلكيرك في اللجنة الاستشارية العلمية لأنتاركتيكا التابعة لبرنامج أنتاركتيكا الأسترالي (1995-2001)، ومجموعة تقييم أبحاث أنتاركتيكا (AREG) واللجنة الوطنية الأسترالية لأبحاث أنتاركتيكا التابعة للأكاديمية الأسترالية للعلوم (ANCAR).

## رائدة في القارة القطبية الجنوبية
كانت سيلكيرك واحدة من أولى العالمات اللواتي قضين وقتًا طويلًا في إجراء العمل الميداني في جزيرة ماكواري. في عام 1959، زارت أولى العالمات (إيزوبيل بينيت وسوزان انغهام وماري غيلهام وهوب ماكفيرسون) الجزيرة لفترة قصيرة من الوقت أثناء إعادة الإمداد السنوية للمحطة وعملن كل يوم على متن نيلا دان. زارتها إيزوبيل بينيت لثلاث فترات قصيرة أخرى في الأعوام 1960، 1965، 1965. في عام 1976، أمضت أول طبيبة ممارسة (زوي غاردنر) عامًا في الجزيرة، تليها جيني ليدينغهام في عام 1977 ولين ويليامز في عام 1979. في عام 1979/80 عملت العالمتان سيلكيرك وجيني سكوت (طالبة الدكتوراه آنذاك) لمدة خمسة أشهر في الجزيرة. كانت مشرفة للدراسات العليا على دانا بيرغستروم، عالمة البيئة المختصة بأنتاركتيكا.
كانت سيلكيرك أيضًا أول عالمة في برنامج أنتاركتيكا الأسترالي تقضي وقتًا طويلًا في العمل في محطة أنتاركتيكا. قبل أن تمضي الصيف لأول مرة في كيسي 1982/83، أمضت طبيبة واحدة (لويز هوليدي) الشتاء في محطة ديفيس في عام 1981.

## الجوائز والتكريمات
مُنحت سيلكيرك وسام أنتاركتيكا الأسترالي في عام 2004 عن «الخدمة المتميزة» التي قدمتها لدعم البعثات الأسترالية في أنتاركتيكا، باعتبارها «رائدة ومعلمة ونموذجًا ملهمًا للعالمات في أنتاركتيكا». تعتبر رائدة في علوم أنتاركتيكا الأسترالية.
في عام 2017 منحت جامعة سيدني الدكتورة سيلكيرك جائزة الخريجين للإنجاز المهني.
يتضمن دليل أنتاركتيكا الأسترالي سيلكيرك كريك، وهو اسم تيار جزيرة ماكواري الذي سُمّي نسبة إلى باتريسيا سيلكيرك، تكريمًا لبحثها العلمي في جزيرة ماكواري.
في عام 2018، مُنحت الدكتورة سيلكيرك وسام فيليب لو لمساهماتها العظيمة في علوم القارة القطبية الجنوبية.